# Václav Mottl
Václav Mottl (Praga, Reino de Bohemia, 19 de mayo de 1914 – Praga, Checoslovaquia, 16 de junio de 1982) fue un deportista checoslovaco que compitió en piragüismo en la modalidad de aguas tranquilas.
Participó en los Juegos Olímpicos de Berlín 1936, obteniendo una medalla de oro en la prueba de C2 10 000 m. Ganó una medalla de bronce en el Campeonato Mundial de Piragüismo de 1938 en la prueba de C2 1000 m.

## Palmarés internacional
| Juegos Olímpicos   | Juegos Olímpicos   | Juegos Olímpicos  | Juegos Olímpicos |
| Año                | Lugar              | Medalla           | Evento           |
| ------------------ | ------------------ | ----------------- | ---------------- |
| 1936               | Berlín ( Alemania) | Medalla de oro    | C2 10 000 m      |
| Campeonato Mundial |                    |                   |                  |
| Año                | Lugar              | Medalla           | Evento           |
| 1938               | Vaxholm (Suecia)   | Medalla de bronce | C2 1000 m        |